# 트란실바니아

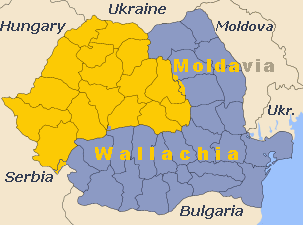
루마니아 지도에서 노란색 칠한 부분이 트란실바니아이다.

트란실바니아의 국기

트란실바니아의 문장

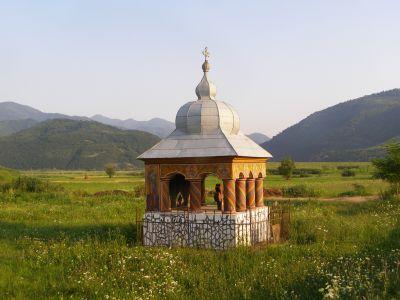

트란실바니아(루마니아어: Transilvania 또는 Ardeal, 헝가리어: Erdély 에르데이[*])는 오늘날 루마니아의 중서부에 해당하는 역사적 지역이다. 중세 기간에는 트란실바니아 공국이 성립해 있었다.

## 지리
오늘날 트란실바니아는 루마니아 중부와 서북부의 16개 주로 이루어져 있으며 전체 면적은 103,600 km2이다.
16개 주는 마라무레슈주, 무레슈주, 브라쇼브주, 비스트리차너서우드주, 비호르주, 사투마레주, 설라지주, 시비우주, 아라드주, 알바주, 카라슈세베린주, 코바스나주, 클루지주, 티미슈주, 하르기타주, 후네도아라주이다.
트란실바니아 평원은 해발 300 m - 500 m가량 되며, 무레슈강, 소메슈강, 올트강, 쾨뢰시강(코로슈 강) 등 여러 다뉴브강의 지류가 흐르고 있다.

## 주민
2002년 센서스에 따르면 트란실바니아의 인구는 722만 1733명으로, 루마니아인이 다수이나, 헝가리인(141만 5718명) 및 로마인, 독일인 등도 공동체를 이루고 있다.

## 역사
제1차 세계 대전 전에는 오스트리아-헝가리 제국의 일부였으나, 이후 루마니아 왕국에 편입되었다. 이러한 이유로 현재까지도 다수의 헝가리인이 거주한다. 1938년 빈 중재 당시 루마니아는 트란실바니아 북부를 헝가리에 할양했으나 제2차 세계 대전이 끝난 후 다시 루마니아에 편입되어 현재에 이른다.

트란실바니아의 문장

## 주요 도시
- 브라쇼브
- 시비우
- 아라드
- 오라데아